# Khoa tâm thần
Khoa tâm thần hoặc Tâm thần học là một khoa trong y khoa chuyên về nghiên cứu, chẩn đoán, điều trị và phòng ngừa các rối loạn tâm thần, trong đó gồm các bất thường mang tính cảm xúc, hành vi, nhận thức và tri giác.
Đánh giá chữa trị tâm thần thường bắt đầu bằng việc kiểm tra hiện trạng tâm thần và tập hợp bệnh sử. Các xét nghiệm tâm lý và kiểm tra sức khỏe có thể cũng được thực hiện, bao gồm một số trường hợp phải sử dụng các công nghệ hình ảnh thần kinh và sinh lý thần kinh. Rối loạn thần kinh được chẩn đoán theo các tiêu chuẩn trong những cẩm nang chẩn đoán như Cẩm nang Chẩn đoán và Thống kê Rối loạn tâm thần (Diagnostic and Statistical Manual of Mental Disorders, thường được gọi tắt là "DSM"), do Hiệp hội Tâm thần học Hoa Kỳ xuất bản và International Classification of Diseases (ICD), được biên soạn và sử dụng bởi Tổ chức Y tế Thế giới.
Điều trị tâm thần đòi hỏi phải sử dụng nhiều phương thức, bao gồm sử dụng thuốc thần kinh, tâm lý trị liệu và nhiều kỹ thuật khác như kích thích từ trường xuyên sọ. Việc điều trị có thể áp dụng với những bệnh nhân nội trú lẫn bệnh nhân ngoại trú, tùy thuộc vào mức độ hư hại chức năng và các vấn đề liên quan đến rối loạn khác. Các nghiên cứu và điều trị liên quan đến tâm thần thường được thực hiện trong mối quan hệ liên ngành, sử dụng nhiều nguồn của các phân ngành và các cách tiếp cách lý thuyết đa dạng.